# Drăgănești, Bihor
Drăgănești (maghiară Dragánfalva, Dragonyesd) este satul de reședință al comunei cu același nume din județul Bihor, Crișana, România.